# Slæbetorpedo
En slæbetorpedo var en sprængladning, der blev slæbt gennem vandet af en krigsskib, med det formål at ramme andre skibe og eksplodere ved sammenstødet. Slæbetorpedoerne havde en vis udbredelse i 1870'erne, men blev derefter udkonkurreret af de selvbevægelige torpedoer.

## Udvikling og funktion
Den pensionerede britiske søofficer, captain John Harvey skrev i 1871, at han siden 1840'erne havde eksperimenteret med slæbbare sprængladninger, og at hans nevø, commander Frederick Harvey, havde hjulpet ham med at færdigudvikle slæbetorpedoen til et praktisk våben. I 1869 lykkedes det at sælge den nye opfindelse til den russiske flåde og i 1870 købte Royal Navy også et antal, og flere andre lande fulgte efter. For at fremme interessen udgav Frederick Harvey i 1871 en bog, hvor han beskrev den nye opfindelse og gav hele ni forskellige eksempler på taktikker, der kunne benyttes af skibe med Harveys torpedoer til at ødelægge fjendtlige panserskibe - med illustrationer, der til overflod viste manøvrerne og de synkende fjender.
Det britiske Admiralitets interesse handlede blandt andet om penge. Ganske vist var Whiteheads selvbevægelige torpedo netop kommet på markedet, men til en særdeles høj pris. Harveys torpedo var langt billigere, og praktiske forsøg, hvor den blev trukket af damperen Camel viste at den ramte sit mål - panserskibet HMS Royal Sovereign - hver gang, både når det lå stille, og når begge skibe gik omkring 10 knob. Torpedoerne var spændt fast i liner fra skibets mast, og lagde sig typisk i en vinkel på 45 grader ud fra det slæbende skib. Royal Navy købte et antal af Harveys torpedoer og beholdt dem i over 40 år. De havde den ulempe, at det angribende skib skulle tæt på modstanderen, men de var trods alt ikke så farlige for angriberen som stangtorpedoen, der krævede direkte kontakt. Torpedoerne blev typisk anvendt i par - en på hver side af skibet - så de ikke påvirkede skibets styring. Ladningen kunne aktiveres elektrisk, og på den måde eliminerede man risikoen for, at de drev ind mod skibssiden og sænkede deres eget moderskib. Ladningen i de største udgaver af torpedoerne kunne enten bestå af 27 kg skydebomuld, 35 kg sortkrudt eller 45 kg dynamit.
Slæbetorpedoen blev også populær i andre lande, især i Frankrig, hvor man udviklede sin egen udgave af den - måske for at undgå at betale royalties til Harvey. Mange af de store franske panserskibe medførte slæbetorpedoer, idet man anså dem som et vigtigt supplement til det foretrukne angrebsvåben, vædderstævnen. Hvis vædringen af modstanderen mislykkedes, var der høj sandsynlighed for, at en af de to slæbetorpedoer i stedet ville ramme målet. Franskmændene fandt imidlertid ud af, at hvis modstanderskibet også medførte slæbetorpedoer, var det for farligt at forsøge at vædre det, idet man risikerede at styre ind i dets torpedoer. Den russiske flåde brugte torpedoerne i krigen mod Tyrkiet i 1878, men den russiske udgave af den elektriske tænding virkede ikke, og selv om tyrkiske skibe blev ramt, eksploderede torpedoerne ikke. Den amerikanske flåde indkøbte nogle eksemplarer fra Harvey, men efter at have eksperimenteret med dem, valgte man at undlade at anvende dem yderligere.
Den norske marine fik i 1873 leveret torpedobåden Rap, og forsynede den med slæbetorpedoer fra Harvey. På sin prøvesejlads havde Rap præsteret 14,97 knob, men nordmændene kunne kun presse 12,25 knob ud af skibet, og når slæbetorpedoerne kom i vandet, faldt hastigheden drastigt. Skibets første kaptajn, Johan Koren, udviklede en mere strømlinet slæbetorpedo i 1875, men det hjalp ikke rigtigt, og slæbetorpedoerne blev opgivet i 1879.

## Anvendelse i Danmark
I Danmark fulgte man interesseret med i udviklingen af torpedoerne. I Tidsskrift for Søvæsen kunne man fra 1870 læse artikler, der blandt andet beskrev kravene til de skibe, der skulle medtage det nye våben. I 1873 indsendte den unge søofficer F.H. Jøhnke et forslag til Søminekommissionen om, at der i forsvaret af København skulle indgå torpedobåde, bevæbnet med slæbetorpedoer. Efter at Norge havde fået leveret Rap i 1873, fulgte Sverige og Danmark efter i 1874, og bestilte hver et hurtigt skib fra Thornycrofts værft i England. Dampchalup Nr. 5 ankom til København i 1875. Skibet var kun på 8 ton, men præsterede en fart på omkring 14 knob. Man havde egentlig tiltænkt det en bevæbning med en stangtorpedo, men på grund af de spinkle konstruktion valgte man i stedet at anvende to små slæbetorpedoer. I 1879 besluttede den danske marine, at man ville satse på de selvbevægelige torpedoer, og dampchaluppen blev sendt til ombygning i England, hvor den fik installeret to simple torpedoapparater af rammetypen. Herefter blev skibet omtalt som Torpedobaad Nr. 1.